# Кемповски, Вальтер
Вальтер Кемповски (нем. Walter Kempowski; 29 апреля 1929, Росток — 5 октября 2007, Ротенбург) — немецкий писатель и историк-архивист.

## Биография
Родился в богатой семье. Пятнадцатилетним подростком вступил в гитлерюгенд. После войны работал как служащий в армии США в Висбадене. В 1948 году был арестован советскими спецслужбами как американский шпион, приговорен к 25 годам заключения и провел 8 лет в тюрьме в Баутцене. Переехал в Западную Германию, работал учителем в небольшом городке под Гамбургом.

## Творчество
Наиболее известен циклом автобиографических романов о Германии XX в. «Немецкая хроника» (1978—1984) и уникальным архивным проектом «Эхолот» — гигантским собранием дневников, писем и других личных документов, воссоздающим период второй мировой войны.
Дружил и переписывался с Арно Шмидтом, Уве Йонсоном.

## Произведения
- Im Block. Ein Haftbericht. Reinbek, 1969 (рус.пер. 2003).
- Tadellöser & Wolff. Ein bürgerlicher Roman. München, 1971
- Uns gehts ja noch gold. Roman einer Familie. München, 1972
- Haben Sie Hitler gesehen? Deutsche Antworten. München,1973
- Der Hahn im Nacken. Mini-Geschichten. Reinbek, 1973
- Immer so durchgemogelt. Erinnerungen an unsere Schulzeit. München ,1974
- Ein Kapitel für sich. München, 1975
- Alle unter einem Hut. Über 170 witzige und amüsante Alltagsminiminigeschichten. Bayreuth, 1976
- Wer will unter die Soldaten? München, 1976
- Aus großer Zeit. Hamburg, 1978
- Haben Sie davon gewußt? Deutsche Antworten. Hamburg, 1979
- Unser Böckelmann. Hamburg, 1979
- Kempowskis einfache Fibel. Braunschweig, 1980
- Schöne Aussicht. Hamburg, 1981
- Beethovens Fünfte. Moin Vaddr läbt. Radio plays. Hamburg, 1982
- Herrn Böckelmanns schönste Tafelgeschichten nach dem ABC geordnet. Hamburg, 1983
- Herzlich willkommen. München, 1984
- Haumiblau. 208 Pfenniggeschichten für Kinder. München, 1986
- Hundstage. München, 1988
- Sirius. Eine Art Tagebuch. München, 1990
- Mark und Bein. Eine Episode. München, 199l
- Das Echolot. Ein kollektives Tagebuch Januar und Februar 1943. 4 vols. München, 1993
- Der arme König von Opplawur. Ein Märchen. München, 1994
- Der Krieg geht zu Ende. Chronik für Stimmen — Januar bis Mai 1945. Radio play. Stuttgart, 1995
- Weltschmerz. Kinderszenen fast zu ernst. München, 1995
- Bloomsday '97. München, 1997
- Heile Welt. München, 1998
- Die deutsche Chronik. 9 vols. München, 1999
- Das Echolot. Fuga furiosa. Ein kollektives Tagebuch Winter 1945. 4 vols. München, 1999
- Walter Kempowski liest «Tadellöser & Wolff». Audio book. Georgsmarienhütte, 2001
- Alkor. Tagebuch 1989. München, 2001
- Der rote Hahn. Dresden 1945. München, 2001
- Das Echolot. Barbarossa '41. Ein kollektives Tagebuch. München, 2002
- Walter Kempowski liest «Aus großer Zeit». Audio book. Georgsmarienhütte, 2003
- Letzte Grüße. München, 2003
- Das 1. Album. 1981—1986. Frankfurt a.M., 2004
- Walter Kempowski liest «Schöne Aussicht». Audio book. Georgsmarienhütte, 2004
- Das Echolot. Abgesang 45. Ein kollektives Tagebuch. München, 2005
- Culpa. Notizen zum Echolot. München, 2005
- Hamit. Tagebuch 1990. München, 2006

## Признание
Премия Лессинга (1971), премия Вильгельма Раабе (1972), литературная премия Общества Конрада Аденауэра (1994), премия Уве Йонсона (1995), Большой крест ФРГ (1996), премия Хаймито фон Додерера (2000), премия Томаса Манна (2005) и др. Почётный доктор Ростокского университета (2002) и других университетов Европы и США. В июне 2007 года в Гиссене создано Общество Вальтера Кемповского.